# Georg Friedrich von Oldenburg
Georg Friedrich von Oldenburg (* 1694; † 6. Januar 1758 in Breslau) war ein preußischer Generalmajor und Chef zweier Infanterieregimenter.

## Leben

### Herkunft
Er entstammte der neumärkischen Linie des Adelsgeschlechts von Oldenburg. Sein Vater Joachim Friedrich von Oldenburg war Erbherr auf Studnitz bei Arnswalde, seine Mutter war Sophie, geborene von Bärfelde aus dem Hause Lossow.

### Militärkarriere
Oldenburg wurde zunächst von Hauslehrern erzogen. 1706 kam er zur weiteren Ausbildung in das Haus des späteren Generalfeldmarschalls Hans Heinrich von Katte. Dieser förderte sein militärisches Talent. So kam er 1709 als Standartenjunker in das Reiterregiment „von Katte“ und nahm mit diesem an der Schlacht bei Malplaquet teil. Auch der Generalfeldmarschall Friedrich Wilhelm von Grumbkow erkannte dessen Talent und so wechselte er 1714 als Fähnrich in das Infanterieregiment „von Grumbkow“. Im Pommernfeldzug 1715/1716 war ein bei der Landung auf Rügen und auch bei der Belagerung von Stralsund dabei. Oldenburg durchstieg die Chargen und als der Erste Schlesische Krieg ausbrach, befehligte er als Kapitän eine eigene Kompanie. Am 19. April 1741 wurde er Major. Als es 1742 zur Schlacht bei Chotusitz kam, stand er im Zentrum der ersten Reihe. Für seinen persönlichen Einsatz in der Schlacht erhielt er den Orden Pour le Mérite.
1744 war er mit seinem Regiment bei der Belagerung und Eroberung von Prag dabei. Auch in der Schlacht bei Hohenfriedberg zeichnete er sich aus, so dass Oldenburg am 24. Juni 1745 zum Oberstleutnant ernannt wurde. In der nachfolgenden Schlacht bei Soor stand er in der zweiten Reihe, als das vor ihm stehende Regiment „Alt-Anhalt“ zurückwich und auf das hinter ihm stehende Regiment traf. Dennoch gelang es ihm die Front wieder zu stabilisieren und den feindlichen Angriff zurückzuschlagen. Er war in all den Schlachten stets unverwundet geblieben, wurde jedoch beim Lebensmittel holen nach der Schlacht bei einem Scharmützel in den Leib geschossen, was er aber überlebte.
Am 19. Juni 1747 wurde Oldenburg zum Oberst befördert. 1748 bekam er einen neuen Chef Adam Friedrich von Jeetze. Dieser war aber schon alt und daher blieb die Organisation des Regiments bei Oldenburg (dafür bekam er 500 Taler extra). 1756 gab Jeetze das Regiment ab und von Manteuffel wurde dessen neuer Chef. Mit Beginn des Siebenjährigen Krieges marschierte es nach Sachsen zur Schlacht bei Lobositz. Oldenburg war aber kurz zuvor mit dem Pferd gestürzt und hatte sich ein Bein gebrochen, daher nahm er nicht an der Schlacht teil. Als am 8. Februar 1757 der Generalmajor Bernd Siegmund von Blankensee starb, wurde er am 15. Februar zu dessen Nachfolger als Chef Infanterieregiments Nr. 52 und zum Generalmajor ernannt. Es handelte sich dabei um ehemalige sächsische Garde, die er nun auf preußisch umformen sollte. Im Frühjahr kam er mit dem Regiment nach Chemnitz ins Quartier. Dort kam es aber zu einer Meuterei. Er konnte sie beenden, neun Rädelsführer wurden hingerichtet. Nachdem die Ordnung wieder hergestellt war, bekam er den Auftrag die Stadt Erfurt besetzen, um ein Vorrücken der Franzosen gegen Thüringen zu verhindern. Die Preußen rückten am 19. Juni kampflos in die Stadt ein. Nach der Niederlage in der Schlacht von Kolin zogen sie aber schon am 25. Juni wieder ab. Aber bereits am 19. September kam er mit der Armee des Königs zurück. Da er bei der ersten Besetzung Übergriffe der Soldaten verhindern konnte, war auch die zweite kampflos. Das Regiment folgte dem König in die Schlacht bei Roßbach. Dort war seine Brigade die einzige der Preußen, welche zum Feuern kam, sowie nach Leuthen. Dort kämpfte er auf dem linken Flügen unter Generalleutnant Forcade. Er kam danach zur Belagerung von Breslau. Am 11. Dezember schlug eine Granate in den Stall, wo sich der Generalmajor aufhielt; er war der einzige Überlebende. Das Wetter setzte seiner Gesundheit jedoch stark zu. Er erkrankte schwer und starb am 6. Januar 1758 vor Breslau. Kurz vor seinem Tod erhielt er noch das Infanterieregiments Nr. 9.

### Familie
In erster Ehe war Oldenburg mit Modeste Sophie von Beneckendorff aus dem Hause Kremzow, verwitwete von Wedel, vermählt. Aus dieser Ehe gingen sechs Kinder hervor:
- Hans Georg Heinrich (* 1723),[2] preußischer Offizier, Kommandeur eines Grenadier-Bataillons
- Johanna Dorothea Charlotte († 28. Januar 1756) ⚭  1743 Otto Felix Friedrich von Kameke aus dem Hause Pritzig (* 3. August 1709; † 5. Dezember 1775), Hofgerichtsrat
- Helene Modeste Tugendreich ⚭ Martin Ludwig von Eichmann (* 18. Februar 1710; † 27. Dezember 1792), General der Infanterie
- Augusta Christina (1731–1791) ⚭ 1746 Emanuel von Schöning

Als Witwer, heiratete er Marie Klara von Kleist aus dem Hause Tychow (getauft 22. September 1691; † 1784), verwitwete von Zastrow. Diese Ehe blieb kinderlos.